# Drijemovac
Drijemovac (lat. Leucojum), rod lukovačastih trajnica iz porodice Amaryllidaceae, dio je tribusa Galantheae. Postoje dvije vrste raširene po Europi, Maloj Aziji, Kavkazu i Iranu.
Po životnom obliku su geofiti. U Hrvatskoj rastu dvije vrste, proljetni i ljetni drijemovac, koje su uvezene i po drugim državama, dok je treća vrsta, Leucojum ionicum, autohtona i raste samo u Grčkoj i Albaniji.
Vrsta Leucojum ionicum Kit Tan, Mullaj, Sfikas & Strid, sinonim je za Acis orientalis Strid.

## Vrste
1. Leucojum aestivum L.
2. Leucojum vernum L.

## Sinonimi
- Erinosma Herb.
- Narcissoleucojum Ortega
- Nivaria Heist. ex Fabr.
- Polyanthemum Bubani